# Jeux européens de 2023
Navigation
Édition précédente Édition suivante
Les Jeux européens de 2023, troisième édition des Jeux européens, ont lieu du 21 juin au 2 juillet 2023 à Cracovie en Pologne.

## Sélection de la ville hôte

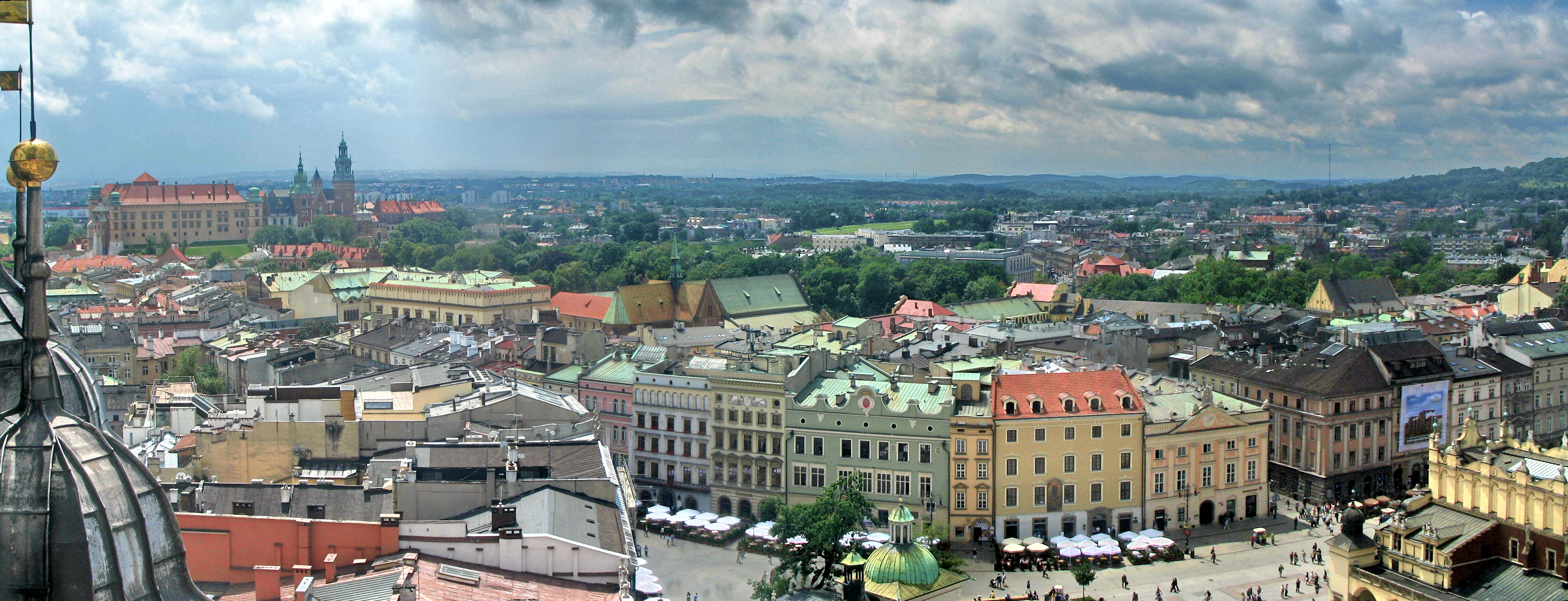
Cracovie a été choisie comme ville hôte des Jeux européens de 2023.

Lors des Jeux européens de 2015, la ville de Manchester, au Royaume-Uni, exprime le souhait d'accueillir les Jeux de 2023,. Aucun intérêt supplémentaire n'est exprimé après l'attribution des Championnats européens 2018 à Glasgow, en Écosse, et des Jeux du Commonwealth de 2022 à Birmingham, en Angleterre.
En mai 2018, les Comités olympiques européens (COE) annoncent que le processus de candidature pour les Jeux de 2023 serait ouvert à des candidatures conjointes de plusieurs pays.
Les COE lancent la procédure de candidature le 20 septembre 2018 après une réunion des comités nationaux olympiques à Stockholm. À la suite de l’approbation du document de candidature, celui-ci est envoyé aux 50 Comités nationaux olympiques européens, accompagné d’une lettre du président des COE, Janez Kocijančič, la phase de candidature devant être clôturée le 28 février 2019.
En janvier 2019, le maire de Katowice, en Pologne, Marcin Krupa, annonce l'intérêt de la ville pour l'organisation des Jeux, devenant ainsi la première ville candidate,. Peu de temps après, Kazan, la capitale du Tatarstan, en Russie, exprime son intérêt et son intention de soumettre une candidature à la COE,. La ville avait construit de nombreuses infrastructures sportives lors de l’organisation de l'Universiade d’été de 2013 et des Championnats du monde de natation 2015 ; de plus, le Premier ministre de l'époque Vladimir Poutine soutenait une candidature russe,.
En février 2019, le délai de dépôt des candidatures est prolongé de deux mois, jusqu'au 30 avril, en raison du « vif intérêt de l'ensemble du continent »,. En mai 2019, après l'expiration du délai prorogé, les COE reportent une nouvelle fois la date butoir, cette fois jusqu'au 31 mai ; aucune raison n'a été donnée pour ce deuxième report.
En mai 2019, le Comité olympique polonais annonce que Cracovie remplacera Katowice en tant que candidature polonaise aux Jeux à la suite du retrait de sa candidature aux Jeux olympiques d'hiver 2022 et à la perte d'intérêt manifestée par Katowice. Le même mois, le président des COE, Janez Kocijančič, réitère ses attentes quant à un choix du pays hôte des Jeux de 2023 avant le début des Jeux européens de 2019 à Minsk le 21 juin 2019.
Après la date limite de soumission des offres, fixée au 31 mai, les Comités Olympiques Européens confirme qu'une seule offre officielle complète avait été transmise, celle de Cracovie en collaboration avec la voïvodie de Petite-Pologne,,
La sélection officielle de l'hôte des Jeux européens de 2023 a lieu lors d'une assemblée générale des COE à Minsk le 22 juin, où il est décidé à l'unanimité que Cracovie et la région environnante de la Petite-Pologne accueilleraient ces Jeux,,. Le vote s'est fait à main levée.

## Organisation

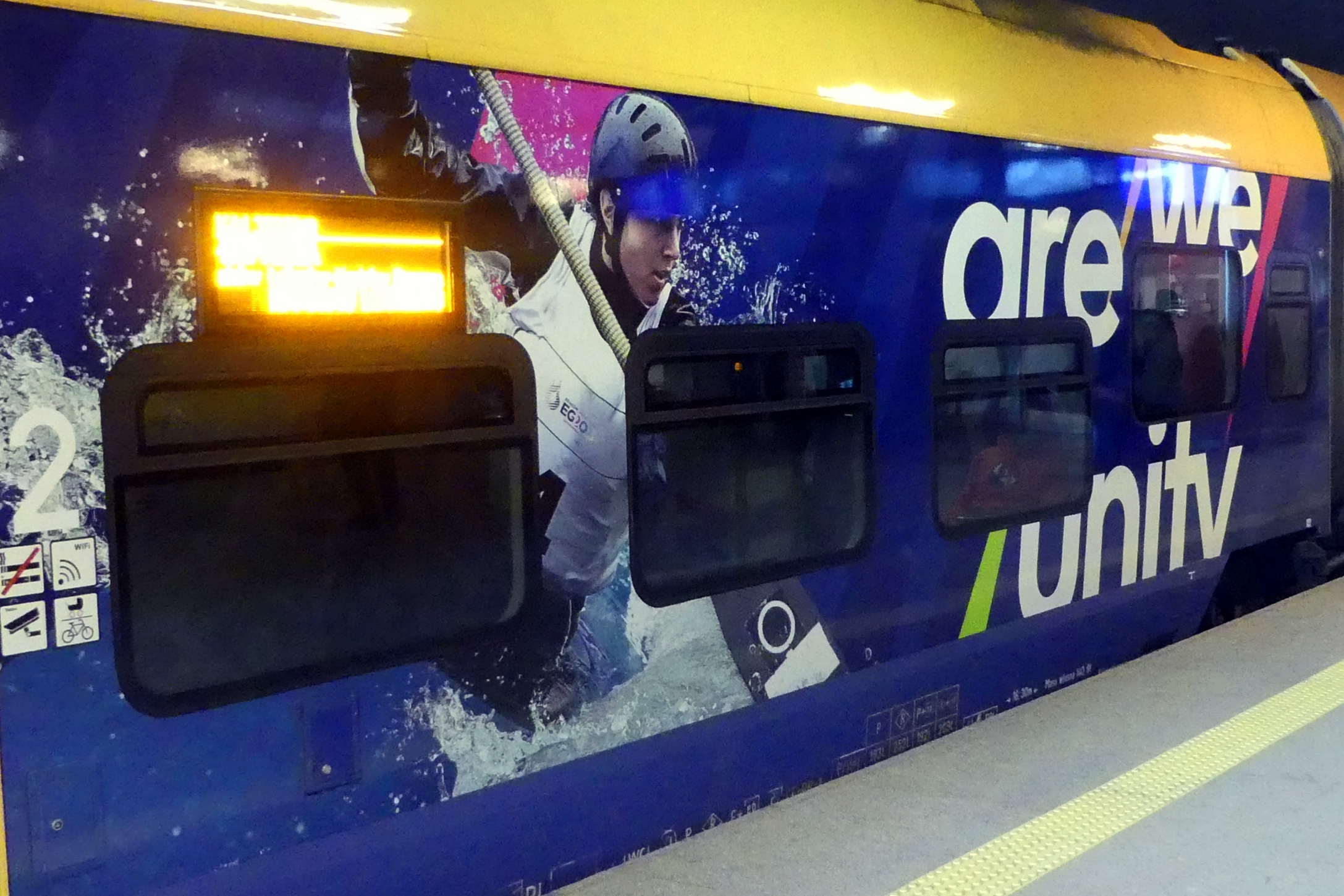
Train à Cracovie aux couleurs des Jeux européens.

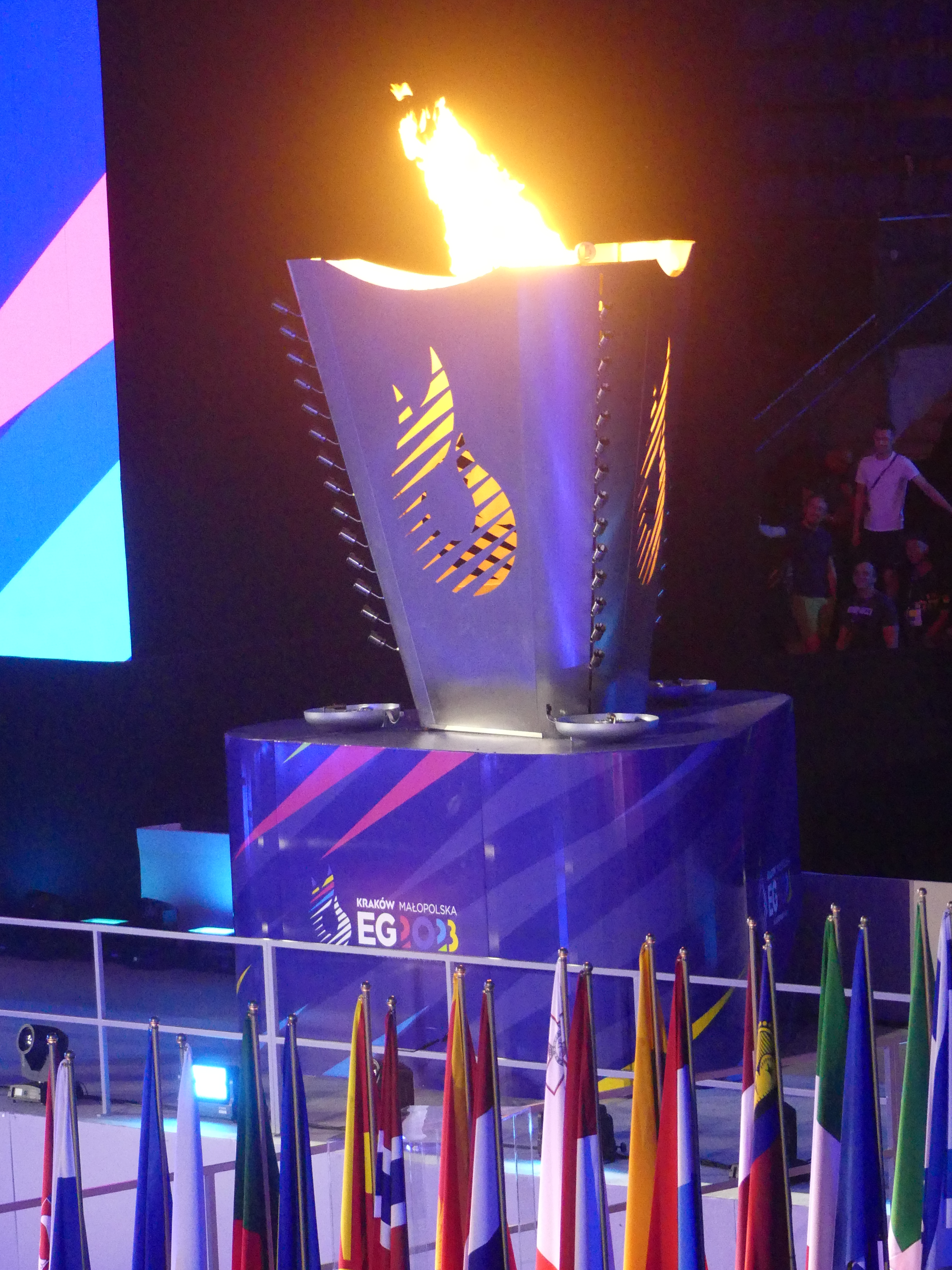
La flamme des jeux lors de la cérémonie d'ouverture.

### Comité d'organisation
En juillet 2019, Hasan Arat, vice-président du Comité olympique turc, a été nommé président de la commission de coordination des COE pour les Jeux de 2023,.

### Slogan
Le slogan de cette troisième édition est « We are Unity» (« Nous sommes l'Unité»), en polonais : Jesteśmy jednością.

### Logo
L'emblème officiel des Jeux a été dévoilé le 21 juin 2022, exactement un an avant la cérémonie d'ouverture. Conçu par Marcin Salawa, l'emblème représente une flamme contenant les tours de la basilique Sainte-Marie ainsi que les montagnes des Tatra représentant le paysage de la région de Małopolska.
La couleur bleue est issu du blason de Cracovie, mélangée aux couleurs blanc-jaune-rouge du drapeau de la Petite-Pologne.

### Mascottes
« Krakusek » le dragon et « Sandra » la salamandre ont été choisis comme mascottes officielles des Jeux européens Cracovie-Małopolska 2023. Les mascottes sont issues d'un concours européen ouvert aux jeunes âgés de 5 à 15 ans et plus de 2 400 projets ont été déposés.
Si le Krakusek avait été annoncé le 14 octobre comme la seule mascotte des jeux, la salamandre qui avait été retenues dans les trois projets en finale, fut également adoptée pour illustrer le sud du pays et l'universalité autour d'un garçon et d'une fille.

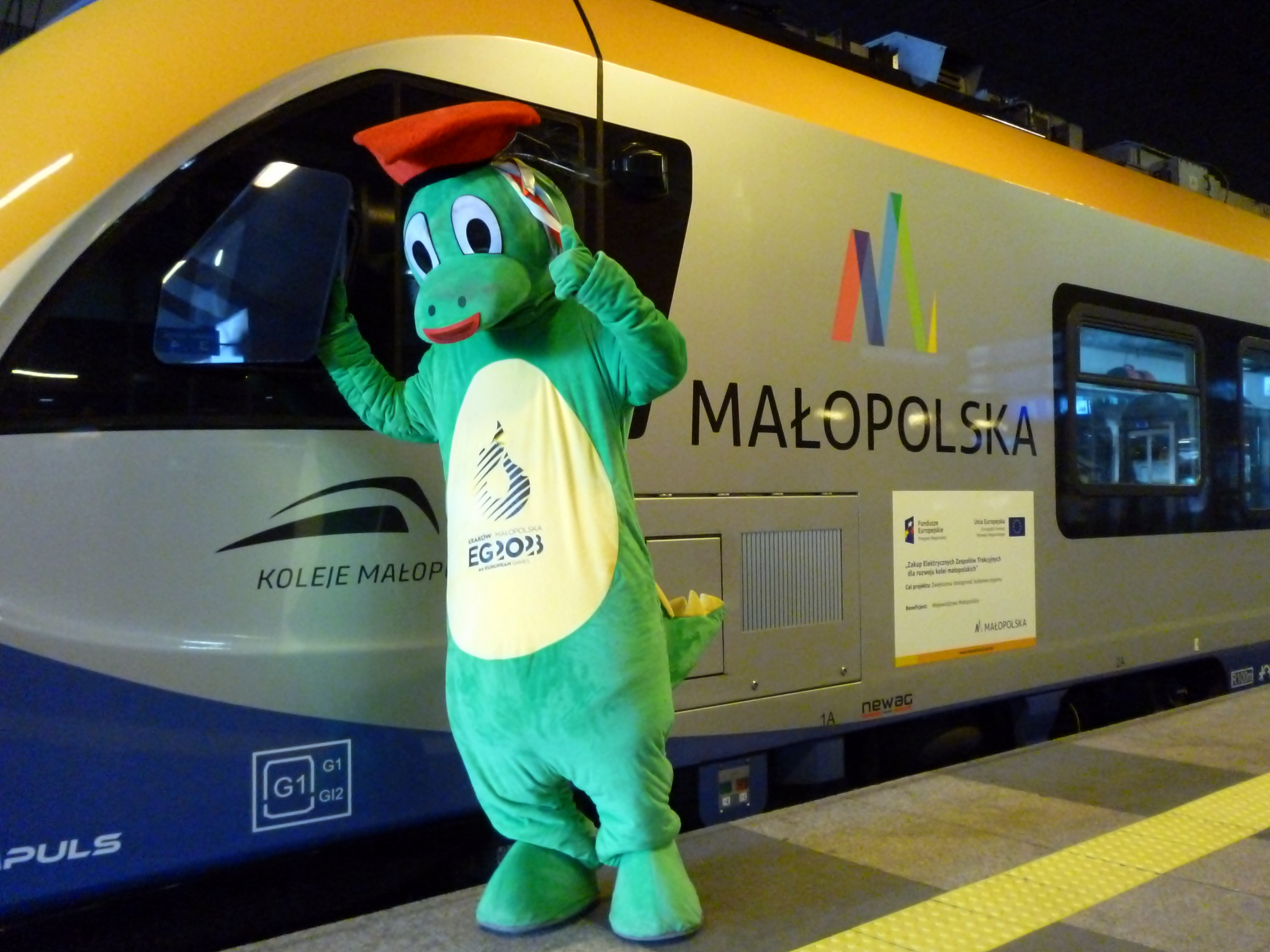
Le dragon, mascottes Jeux européens de 2023.
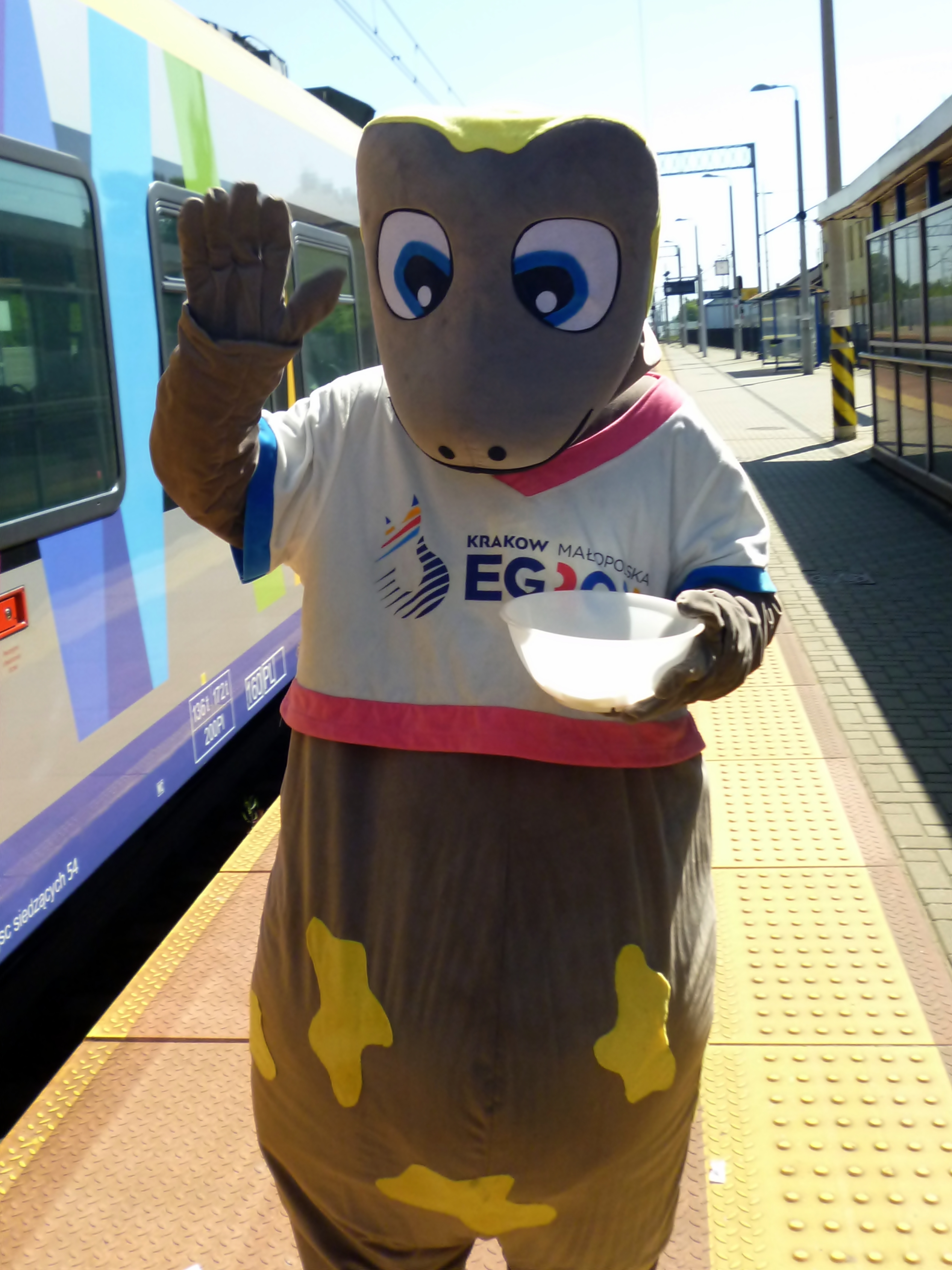
La mascotte des Jeux, la Salamandre Sandra.

### Cérémonie d'ouverture
La cérémonie d'ouverture a eu lieu le mercredi 21 juin au stade Henryk Reyman avec plusieurs spectacles dont la présence du groupe de hip-hop ukrainien Kalush, vainqueurs du concours Eurovision 2022.
Les différentes délégations européennes ont défilés avec à leurs têtes un ou deux portes-drapeaux comme l'usage à présent aux Jeux olympiques. La Grèce ouvre le défilé, suivi des nations par ordre alphabétiques et pour conclure par l'équipe des réfugiés des COE puis le pays hôte la Pologne.
Plusieurs allocutions ont été prononcés par le Président de la république de Pologne Andrzej Duda, le président des Comités Olympiques Européens Spyros Capralos, le maréchal de la voïvodie de Malopolska Witold Kozlowski, le maire de Cracovie Jacek Majchrowski et le vice-Premier ministre Jacek Sasin ; le président du Comité international olympique Thomas Bach avait envoyé aux participants un message vidéo.
Enfin, la flamme est arrivée dans le stade pour allumer la vasque ; les derniers relayeurs sont la triple championne olympique en titre du lancer du marteau Anita Włodarczyk, l'ancien champion olympique de pentathlon moderne Janusz Pyciak-Peciak et le footballeur polonais amputé Marcin Oleksy, lauréat du Prix Puskás de la FIFA Marcin Oleksy.

### Cérémonie de clôture
La cérémonie s'est tenu le dimanche 2 juillet, toujours au stade Henryk Reyman, devant plus de 20 000 spectateurs qui ont assisté à un spectacle de danse et de chant mettant en vedette des centaines de danseurs et d'artistes polonais.
Les athlètes ont défilés ensemble puis, après les discours des officiel dont celui du président de l'Association des Comités olympiques européens en polonais, la flamme a été éteinte pour finir par un un spectacle son et lumières.

## Les Jeux

### Sports
En décembre 2020, les trois premiers sports annoncés sont le canoë, le taekwondo et le pentathlon moderne suivis par le karaté et le beach handball.
Les championnats d'Europe d'athlétisme ne pouvaient pas avoir lieu en 2023 (ils ont lieu les années paires) mais les jeux européens ont accueilli le format par équipes.
La troisième édition des Jeux européens n'inclut pas la gymnastique car les organisateurs n'ont pas été en mesure de trouver un lieu approprié pour les compétitions autour de Cracovie.
Le teqball était inclus pour la première fois au programme des Jeux Européens avec les catégories simple et double masculin et féminin, ainsi que double mixte. Ces jeux sont aussi l'occasion d'intégrer le saut à ski dans sa version estivale sur le tremplin Wielka Krokiew, la FIS organisant chaque année son Grand Prix d’Été.
Certaines disciplines offrent des places qualificatives pour les Jeux olympiques de Paris en 2024 ().
Sports olympiques
| - Athlétisme (par équipe) (37) - Badminton (5) - Basketball (3x3) (2) - Breakdance (2) - Canoë-kayak - Canoë-kayak slalom (10) - Canoë-kayak en ligne (16) - Cyclisme - BMX freestyle (2) - VTT (2) | - Boxe (13) - Escalade (6) - Escrime (12) - Judo (par équipe) (1) - Natation - Plongeon (13) - Natation artistique (8) | - Pentathlon moderne (5) - Rugby à sept (2) - Taekwondo (16) - Tennis de table (3) - Tir (30) - Tir à l'arc (8) - Triathlon (3) |

| Sports non-olympiques - Beach handball (2) - Beach soccer (2) - Karaté (12) - Kickboxing (16) - Muay-thaï (10) - Padel (3) - Saut à ski d'été (5) - Teqball (5) | Sports additionnels - Course en montagne (2) - Course d'orientation (2) - Échecs (2) - eSports (2) - Football pour amputés (1) - Sumo (12) - Rallye automobile - Arts martiaux traditionnels |  |

### Calendrier
Le calendrier de la compétition est le suivant.
| O | Cérémonie d'ouverture | ● | Jour de compétition | 4 | Nombre de finales | C | Cérémonie de clôture |

| Juin/Juillet       | Juin/Juillet          | Mar 20 | Mer 21 | Jeu 22 | Ven 23 | Sam 24 | Dim 25 | Lun 26 | Mar 27 | Mer 28 | Jeu 29 | Ven 30 | Sam 1 | Dim 2 | Épreuves |
| ------------------ | --------------------- | ------ | ------ | ------ | ------ | ------ | ------ | ------ | ------ | ------ | ------ | ------ | ----- | ----- | -------- |
| Cérémonies         | Cérémonies            |        | O      |        |        |        |        |        |        |        |        |        |       | C     |          |
| Athlétisme         | Athlétisme            | ●      | ●      | ●      | 12     | 13     | 12     |        |        |        |        |        |       |       | 37       |
| Badminton          | Badminton             |        |        |        |        |        |        | ●      | ●      | ●      | ●      | ●      | 2     | 3     | 5        |
| Basketball (3x3)   | Basketball (3x3)      |        | ●      | ●      | ●      | 2      |        |        |        |        |        |        |       |       | 2        |
| Beach handball     | Beach handball        | ●      | ●      | 2      |        |        |        |        |        |        |        |        |       |       | 2        |
| Beach soccer       | Beach soccer          |        |        |        |        |        |        |        | ●      | ●      | ●      | ●      | 2     |       | 2        |
| Boxe               | Boxe                  |        |        | ●      | ●      | ●      | ●      | ●      | ●      | ●      |        | ●      | 7     | 6     | 13       |
| Breakdance         | Breakdance            |        |        |        |        |        |        | ●      | 2      |        |        |        |       |       | 2        |
| Canoë-kayak        | Canoë-kayak slalom    |        |        |        |        |        |        |        |        |        | 2      | 2      | 2     | 4     | 10       |
| Canoë-kayak        | Canoë-kayak en ligne  |        | ●      | 4      | 6      | 6      |        |        |        |        |        |        |       |       | 16       |
| Cyclisme           | BMX freestyle         |        | ●      | 2      |        |        |        |        |        |        |        |        |       |       | 2        |
| Cyclisme           | VTT                   |        |        |        |        |        | 2      |        |        |        |        |        |       |       | 2        |
| Escalade           | Escalade              |        |        | 1      | 1      | 2      | 2      |        |        |        |        |        |       |       | 6        |
| Escrime            | Escrime               |        |        |        |        |        | 2      | 2      | 2      | 2      | 2      | 2      |       |       | 12       |
| Judo               | Judo                  |        |        |        |        |        |        |        |        |        |        |        | 1     |       | 1        |
| Karaté             | Karaté                |        |        |        | 6      | 6      |        |        |        |        |        |        |       |       | 12       |
| Kickboxing         | Kickboxing            |        |        |        |        |        |        |        |        |        |        | ●      | ●     | 16    | 16       |
| Muay-thaï          | Muay-thaï             |        |        |        |        |        | ●      | ●      | 10     |        |        |        |       |       | 10       |
| Natation           | Natation synchronisée |        | ●      | 2      | 2      | 2      | 2      |        |        |        |        |        |       |       | 8        |
| Natation           | Plongeon              |        |        | 1      | 2      | 2      | 2      | 2      | 2      | 2      |        |        |       |       | 13       |
| Pentathlon moderne | Pentathlon moderne    |        |        |        |        |        | ●      | ●      | ●      | ●      | 1      |        | 4     |       | 5        |
| Padel              | Padel                 |        | ●      | ●      | ●      | ●      | 3      |        |        |        |        |        |       |       | 3        |
| Rugby à sept       | Rugby à sept          |        |        |        |        |        | ●      | ●      | 2      |        |        |        |       |       | 2        |
| Saut à ski d'été   | Saut à ski d'été      |        |        |        |        |        |        |        | 1      | ●      | 2      | 1      | 1     |       | 5        |
| Tir                | Tir                   |        |        | 3      | 3      | 4      | 3      | 3      | 3      | 2      | 2      | 3      | 2     | 2     | 30       |
| Tir à l'arc        | Tir à l'arc           |        |        |        | ●      | 2      | 2      | ●      | ●      | 2      | 2      |        |       |       | 8        |
| Tennis de table    | Tennis de table       |        |        |        | ●      | ●      | ●      | 1      | 2      | ●      | ●      | ●      | 2     |       | 5        |
| Taekwondo          | Taekwondo             |        |        |        | 4      | 4      | 4      | 4      |        |        |        |        |       |       | 16       |
| Teqball            | Teqball               |        |        |        |        |        |        |        |        | ●      | 2      | 1      | 1     | 1     | 5        |
| Triathlon          | Triathlon             |        |        |        |        |        |        |        | 1      | 1      |        |        | 1     |       | 6        |
| Total              | Total                 | 0      | 0      | 21     | 36     | 37     | 34     | 12     | 15     | 11     | 11     | 9      | 27    | 32    | 249      |
| Juin/Juillet       | Juin/Juillet          | Mar 20 | Mer 21 | Jeu 22 | Ven 23 | Sam 24 | Dim 25 | Lun 26 | Mar 27 | Mer 28 | Jeu 29 | Ven 30 | Sam 1 | Dim 2 | Épreuves |

### Nations participantes
Plus de 8 000 athlètes, provenant de 50 pays européens, sont attendus pour ces Jeux européens. L'ensemble des comités nationaux olympiques membres du comité olympique européen peuvent envoyer une délégation pour ces jeux.
Cependant, en raison de l'invasion de l'Ukraine par la Russie de 2022, les comités de Russie et de Biélorussie ne font pas partie des nations invitées. En février 2023, les fédérations russes de lutte et de plongeon ont été invitées à participer aux Jeux asiatiques de 2023 en Chine.
Une équipe de réfugiés est créée sous l'initiative des Comités olympiques européens et de la Fondation olympique pour les réfugiés.
- Albanie (40)
- Allemagne (361)
- Andorre (27)
- Arménie (55)
- Autriche (170)
- Azerbaïdjan (100)
- Belgique (140)
- Bosnie-Herzégovine (55)
- Bulgarie (113)
- Chypre (74)
- Croatie (130)
- Danemark (163)
- Estonie (110)
- Espagne (347)
- Finlande (118)
- France (298)
- Géorgie (100)
- Grèce (170)
- Hongrie (246)
- Irlande (123)
- Islande (38)
- Israël (141)
- Italie (372)
- Kosovo (38)
- Lettonie (98)
- Liechtenstein (7)
- Lituanie (148)
- Luxembourg (60)
- Macédoine du Nord (38)
- Malte (36)
- Moldavie (74)
- Monaco (3)
- Monténégro (40)
- Norvège (155)
- Pays-Bas (186)
- Pologne (organisateur) (404)
- Portugal (208)
- République tchèque (273)
- Roumanie (151)
- Grande-Bretagne (254)
- Saint-Marin (32)
- Serbie (125)
- Slovaquie (145)
- Slovénie (143)
- Suède (141)
- Suisse (220)
- Turquie (193)
- Ukraine (265)
- Équipe des réfugiés de l'EOC (4)

À noter qu'en athlétisme, Le Liechtenstein participe généralement au sein de l'équipe de l'Association sportive des petits États d'Europe (AASSE), aux côtés d'athlètes de Gibraltar et de Monaco. Cependant, aucun athlète de Gibraltar ou de Monaco n'a participé.

### Tableau des médailles
- Pays organisateur

Mis à jour le 3 juillet 2023
| Rang  | Nation             | Or  | Argent | Bronze | Total |
| ----- | ------------------ | --- | ------ | ------ | ----- |
| 1     | Italie             | 35  | 26     | 39     | 100   |
| 2     | Espagne            | 21  | 17     | 19     | 57    |
| 3     | Ukraine            | 21  | 12     | 8      | 41    |
| 4     | Allemagne          | 20  | 16     | 27     | 63    |
| 5     | France             | 17  | 19     | 26     | 62    |
| 6     | Pologne            | 13  | 19     | 18     | 50    |
| 7     | Grande-Bretagne    | 12  | 10     | 27     | 49    |
| 8     | Hongrie            | 10  | 10     | 18     | 38    |
| 9     | Turquie            | 9   | 9      | 20     | 38    |
| 10    | Pays-Bas           | 8   | 6      | 5      | 19    |
| 11    | Tchéquie           | 7   | 10     | 11     | 28    |
| 12    | Autriche           | 7   | 6      | 6      | 19    |
| 13    | Suisse             | 7   | 5      | 12     | 24    |
| 14    | Danemark           | 7   | 5      | 5      | 17    |
| 15    | Roumanie           | 6   | 6      | 5      | 17    |
| 16    | Norvège            | 6   | 4      | 5      | 15    |
| 17    | Croatie            | 5   | 4      | 4      | 13    |
| 18    | Irlande            | 4   | 4      | 5      | 13    |
| 19    | Géorgie            | 4   | 2      | 3      | 9     |
| 20    | Slovénie           | 3   | 8      | 2      | 13    |
| 21    | Portugal           | 3   | 7      | 6      | 16    |
| 22    | Serbie             | 3   | 6      | 7      | 16    |
| 23    | Bulgarie           | 3   | 4      | 5      | 12    |
| 24    | Azerbaïdjan        | 3   | 2      | 6      | 11    |
| 25    | Lettonie           | 3   | 2      | 2      | 7     |
| 26    | Suède              | 2   | 7      | 5      | 14    |
| 27    | Grèce              | 2   | 5      | 10     | 17    |
| 28    | Belgique           | 2   | 5      | 6      | 13    |
| 29    | Lituanie           | 2   | 2      | 4      | 8     |
| 30    | Finlande           | 2   | 1      | 5      | 8     |
| 31    | Estonie            | 2   | 1      | 0      | 3     |
| 32    | Albanie            | 2   | 0      | 0      | 2     |
| 33    | Slovaquie          | 1   | 4      | 3      | 8     |
| 34    | Israël             | 1   | 1      | 3      | 5     |
| 35    | Moldavie           | 1   | 0      | 1      | 2     |
| 36    | Chypre             | 0   | 3      | 2      | 5     |
| 37    | Arménie            | 0   | 1      | 2      | 3     |
| 38    | Luxembourg         | 0   | 1      | 1      | 2     |
| 39    | Bosnie-Herzégovine | 0   | 1      | 0      | 1     |
| 39    | Macédoine du Nord  | 0   | 1      | 0      | 1     |
| 39    | Monaco             | 0   | 1      | 0      | 1     |
| Total | Total              | 254 | 253    | 333    | 840   |

Une médaille d'argent n'a pas été attribuée en Karaté car le finaliste a été disqualifié pour shikkaku (coup blessant)